# Knol
Knol е исторически уебсайт на Google, чиято цел е създаване на страници с енциклопедично съдържание от потребителите. Проектът е обявен на 13 декември 2007. Според Уди Манбер, технически вицепрезидент в Google, идеята е страниците в Knol да се показват сред първите резултати при търсене по темата. Терминът knol, създаден от Google, означава „единица познание“ и се отнася както за проекта, така и за съдържаните страници в него. Проектът се разглежда от мнозина като опит за съревнование с Уикипедия, докато други по-скоро смятат, че конкурентите са сайтове като About.com или Squidoo.
В началото проектът работи в процес на затворен бета-тест, и възможността за създаване на knols е ограничена само с покана. Според Дани Съливан, редактор на Search Engine Land, от Google са казали, че е възможно сайтът никога да не стартира.
Въпреки това, през юли 2008 година сайтът е стартиран официално и отворен за редактиране от всички.
Сайтът е закрит на 1 май 2012 година, но съдържанието му остава достъпно до 1 октомври 2012.